# Rue Louis-Delaporte
La rue Louis-Delaporte est une voie du 20e arrondissement de Paris, en France.

## Situation et accès
La rue Louis-Delaporte est une voie publique située dans le 20e arrondissement de Paris. Elle débute au 7, rue Noël-Ballay et se termine au 112, rue de Lagny.

## Origine du nom

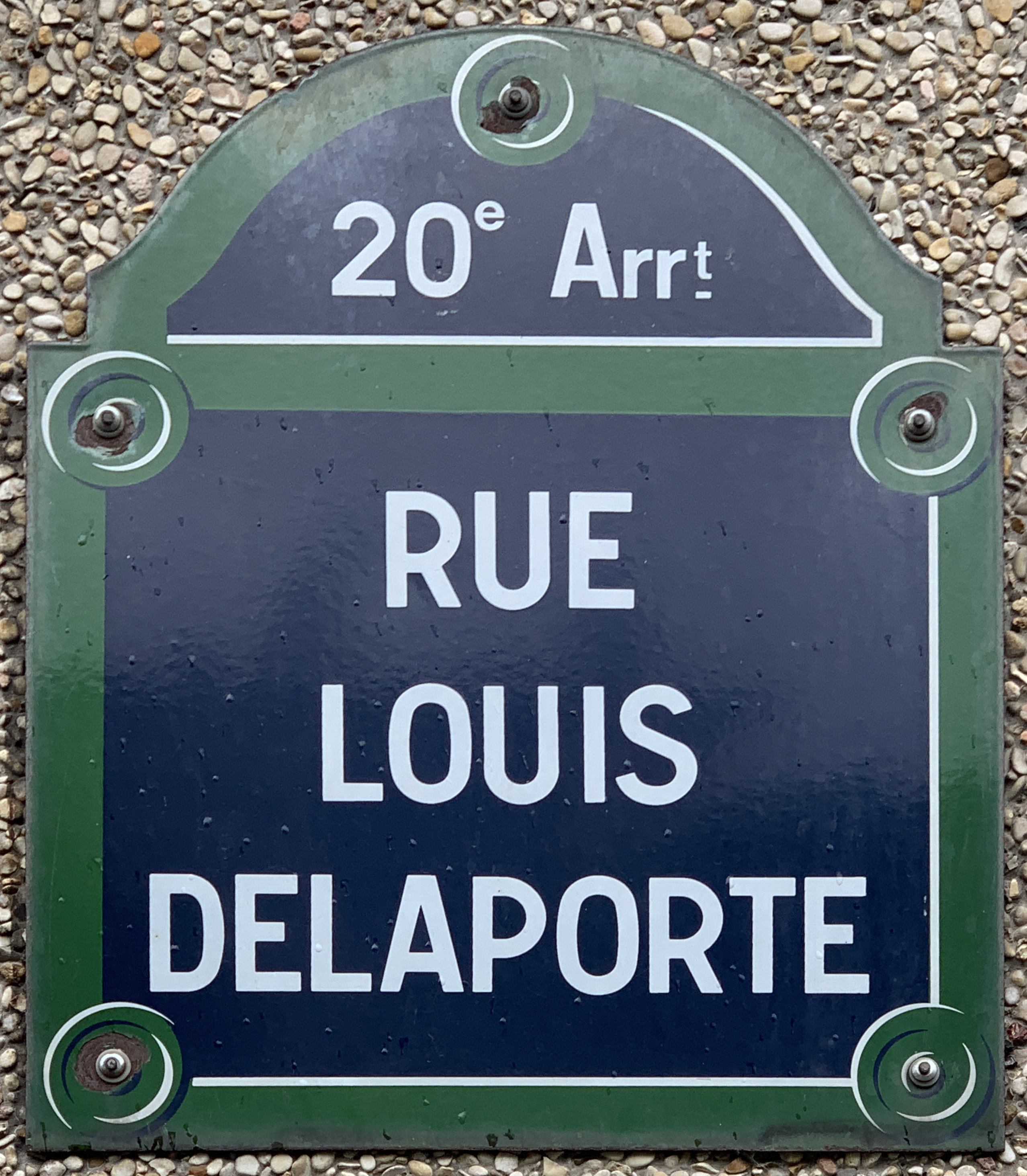
Plaque de la rue.

Cette voie rend hommage à Louis Marie Joseph Delaporte (1842-1925), marin et explorateur.

## Historique
La rue a été ouverte et a pris sa dénomination actuelle en 1932 sur l'emplacement du bastion no 10 de l'enceinte de Thiers.
La voie était incluse dans la ZAC Porte-de-Vincennes.